# Tiberio Cavallo
Tiberius Cavallo, nato Tiberio Cavallo (Napoli, 30 marzo 1749 – Londra, 21 o 26 dicembre 1809), è stato un fisico italiano.

## Biografia
Filosofo e fisico di origine napoletana stabilitosi a Londra nel 1771. Autore di trattati di elettricità, magnetismo ed elettricità medicale, compì anche studi relativi ai gas e all'influenza dell'aria e della luce sulla biologia vegetale. Propose numerosi apparecchi elettrostatici di misura e di ricerca. Nel 1777 intuì la possibilità di volare utilizzando palloni aerostatici. Nel 1780 costruì il primo elettroscopio.

## Opere

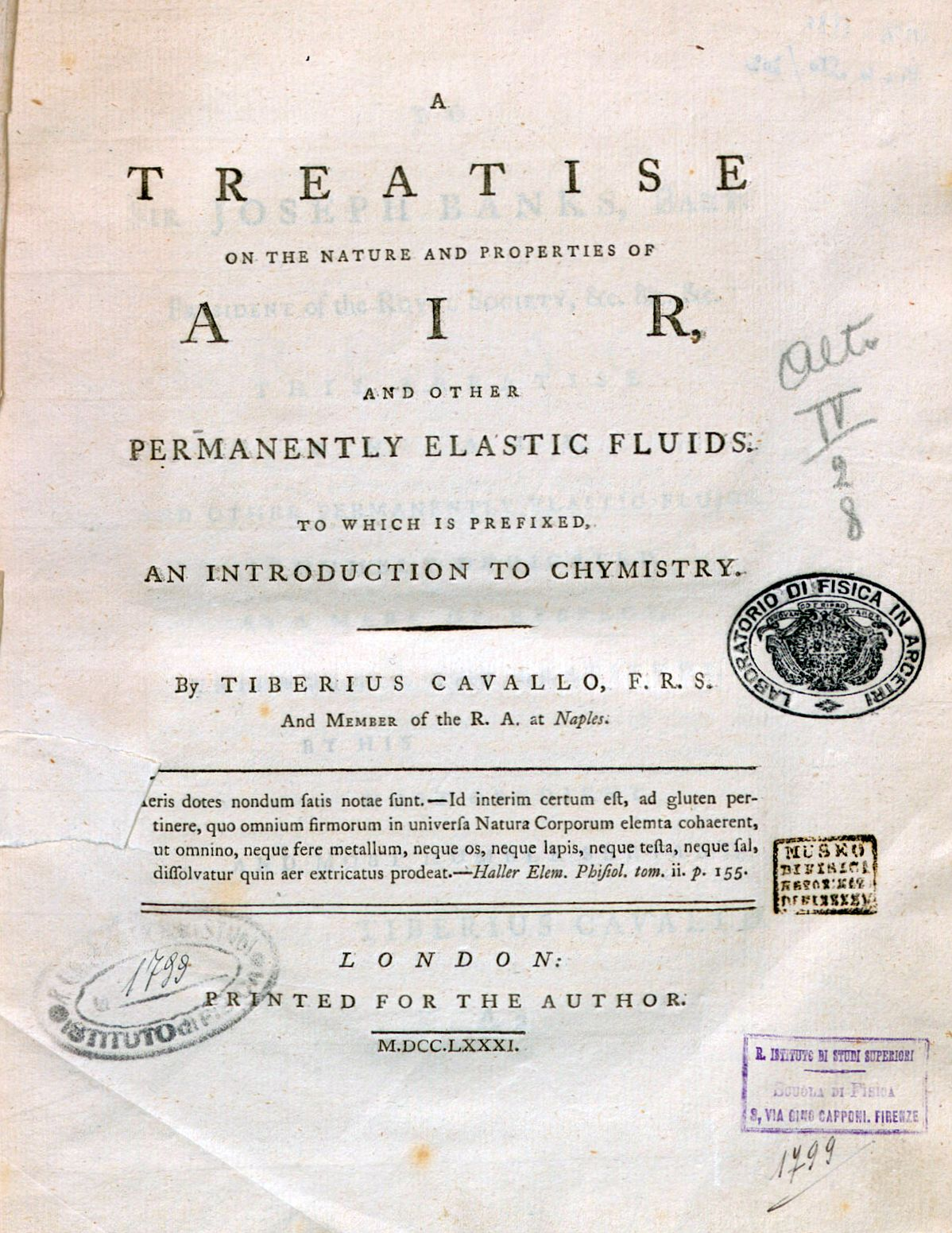
Treatise on the nature and properties of air and other permanently elastic fluids, 1781

- (EN) Treatise on magnetism, London, Charles Dilly, 1787.
- Complete treatise of electricity in theory and practice, Firenze, Gaetano Cambiagi, 1779.
- Theory and Practice of Medical Electricity (1780)
- (EN) Treatise on the nature and properties of air and other permanently elastic fluids, London, 1781.
- (FR) Complete treatise on electricity in theory and practice [fre], Paris, Guillot, 1785.
- History and Practice of Aerostation (1785)
- Medical Properties of Factitious Air (1798)
- Elements of Natural and Experimental Philosophy (1803)